# 1761 en arts plastiques
| Années des arts plastiques : 1758 - 1759 - 1760 - 1761 - 1762 - 1763 - 1764    |
| Décennies des arts plastiques : 1730 - 1740 - 1750 - 1760 - 1770 - 1780 - 1790 |

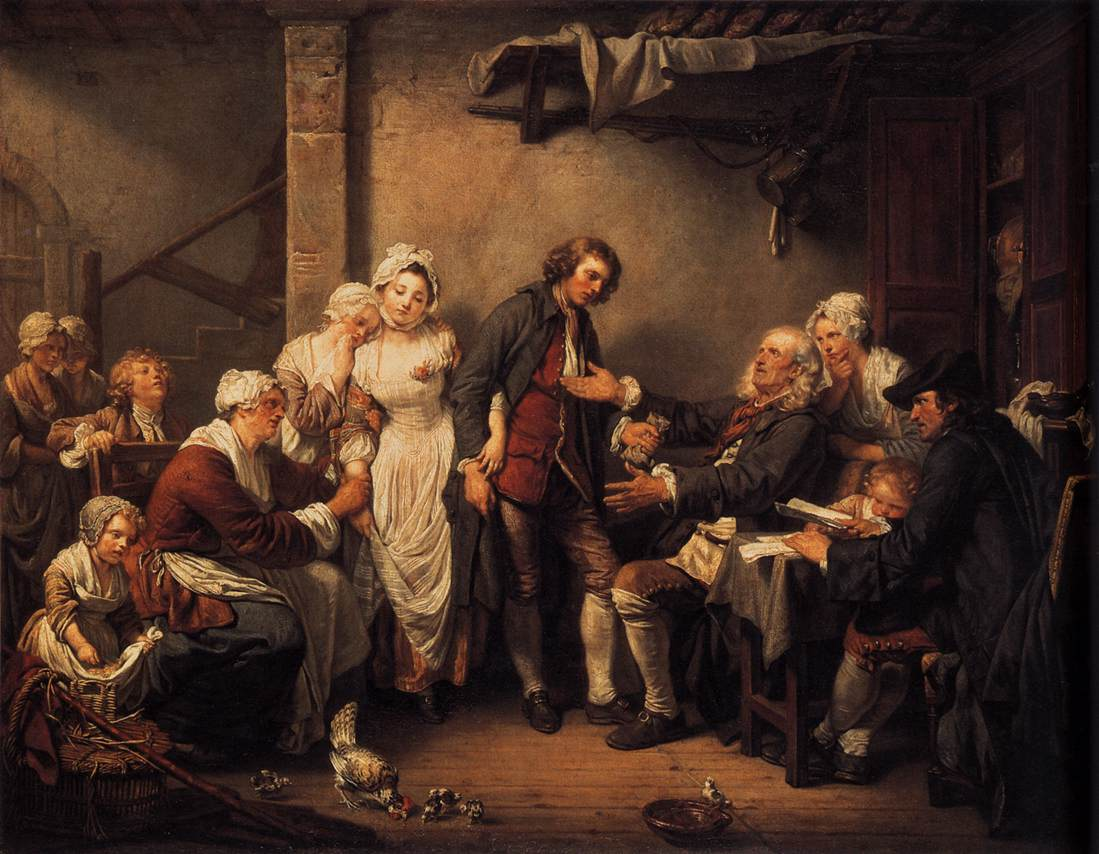
L'Accordée de Village, de Jean-Baptiste Greuze.

Cette page concerne l'année 1761 en arts plastiques.

## Naissances
- 24 janvier : Johann Christian Reinhart, peintre et graveur allemand († 9 juin 1847),
- 28 janvier : Marguerite Gérard, peintre française († 18 mai 1837),
- ? février : Pierre-Antoine Mongin, peintre et graveur français († 19 mai 1827),
- 6 avril : Franz Gleissner, compositeur et lithographe allemand († 28 septembre 1818),
- 14 avril : Giuseppe Pietro Bagetti, peintre italien († 29 avril 1831),
- 17 avril : Jacques-Louis Bance, dessinateur, graveur, éditeur et marchand d'estampes français († 26 mars 1847),
- 22 avril : Marie-Adélaïde Duvieux, peintre miniaturiste française († 14 janvier 1799).
- 30 avril : Henri Buguet, peintre élève de David († vers 1833),
- 5 juillet : Louis Léopold Boilly, peintre et graveur français († 4 janvier 1845),
- 2 août : Joseph-Marie Vien le jeune, peintre français († 26 janvier 1848),
- 18 août : Faustino Trebbi, architecte et peintre italien († 25 décembre 1836),
- 2 septembre : Olivier Perrin, peintre français († 4 décembre 1832),
- 12 octobre : Charles Paul Landon, peintre et historien de l’art français († 5 mars 1826),
- ? : Rose-Adélaïde Ducreux, peintre et musicienne française († 26 juillet 1802).

## Décès
- 16 février : Hyacinthe Collin de Vermont, peintre français (° 19 janvier 1693),
- 3 mars : Jacques-François Delyen, peintre belge (° 25 juillet 1684),
- 30 avril : Jean Duvivier, médailleur français (° 1687),
- 29 juin : Pieter Tanjé, graveur néerlandais († 15 février 1706),
- 21 juillet : Louis Galloche, peintre français (° 24 août 1670),
- 8 août : Ivan Vichniakov, peintre portraitiste et muraliste rococo russe (° 1699),
- 18 août : François Gaspard Adam, sculpteur français (° 1710),
- ? :
  - Maria Giovanna Clementi, peintre italienne (° 1692),
  - August Querfurt, peintre allemand (° 1696).